# Anredera
Genre
Synonymes
- Boussingaultia Kunth
- Tandonia Moq.
- Clarisia Abat.
- Beriesa Steud.

Anredera est un genre de plantes originaires d’Amérique latine, des Antilles, du Texas et de Floride. Certains sont naturalisés dans d’autres régions (notamment la région méditerranéenne et sur diverses îles océaniques). La plupart d’entre eux sont des vignes à feuilles persistantes de garrigues sèches et de fourrés. Les membres du genre sont communément connus sous le nom de Madeira vines. Au moins une espèce, A. cordifolia porte des racines ou des tubercules comestibles et des feuilles similaires à celles de Basella alba. La même espèce est devenue une plante envahissante dans de nombreuses régions tropicales et subtropicales en dehors de son aire de répartition naturelle.

## Liste des espèces acceptées
Liste des espèces acceptées :
1. Anredera aspera Sperling - Bolivia
2. Anredera baselloides (Kunth) Baill. – Gulf Madeira vine - Ecuador, Peru; naturalized in Bermuda, Dominican Republic
3. Anredera brachystachys (Moq.) Sperling - Colombia, Ecuador
4. Anredera cordifolia (Ten.) Steenis – Heart-leaf Madeira vine - South America from Venezuela to Argentina; naturalized in Mexico, Central America, California, Texas, Louisiana, Florida, Puerto Rico, Bermuda, southern Europe, Morocco, Canary Islands, Azores, southern China, India, New Zealand, Polynesia, St. Helena, Cape Verde, Madeira
5. Anredera densiflora Sperling - Ecuador, Peru
6. Anredera diffusa (Moq.) Sperling - Peru
7. Anredera floribunda (Moq.) Sperling - Colombia
8. Anredera krapovickasii (Villa) Sperling - Bolivia, Argentina
9. Anredera marginata (Kunth) Sperling - Ecuador, Peru, Brazil
10. Anredera ramosa (Moq.) Eliasson - central + southern Mexico, Central America, Colombia, Venezuela, Ecuador, Peru, Bolivia, Galápagos
11. Anredera tucumanensis (Lillo & Hauman) Sperling - Ecuador, Bolivia, southern Brazil, Tucumán Province of Argentina
12. Anredera vesicaria (Lam.) Gaertn f. – Texas Madeira vine - Mexico, Central America, West Indies, Venezuela, Florida, Texas

## References
1. ↑  Liste de contrôle mondiale de Kew des familles de plantes sélectionnées
2. ↑  (en) « Anredera Juss », sur ITIS (consulté le 8 novembre 2023)
3. ↑  « ITIS - Report: Anredera », sur www.itis.gov (consulté le 22 juin 2024)